# Liliana Gafencu
Liliana Gafencu, romunska veslačica, * 12. julij 1975, Bukarešta.